# HSR-350x
A HSR-350x, vagy más néven G7, KHST, NG-KTX vagy Hanvit 350, egy Dél-koreai nagysebességű kísérleti villamos motorvonat volt.
Dél-Korea az 1992-től épülő KTX nagysebességű hálózatához a francia TGV rendszert importálta. A gyártó GE-Alsthom-al kötött szerződés kiterjedt a technológia átadására, azonban az nem volt teljes körű. Ezért több dél-koreai állami kutatóintézet, egyetem és gyártó magánvállalat összefogásával 1996-ban elindították a G7 projektet, ami azt célozta, hogy a nagysebességű vasúti technológiát teljes körűen honosítsák.  A G7 program kiterjedt a pálya, a felsővezeték és a biztonsági rendszer elemeire is, de fő eleme a HSR-350x kísérleti motorvonat volt. A jármű a Rotem gyárában készült el.
A főbb műszaki eltérések a TGV technológiától: a 3 fázisú váltakozóáramú aszinkron indukciós motorok VVVF vezérléssel, a betétkocsik könnyű alumínium járműszekrénye, a vonófejek áramvonalasabb formatervezése, az utastér aktív légnyomás-szabályzása, valamint örvényáramú fékek felszerelése. A járműbe a világon elsőként építettek IGCT alapú áramirányítókat, azonban a megoldás nem vált be. A G7 program eredeti céljának megfelelően a jármű alkatrészeinek 92%-a és a hozzáadott érték 87%-a hazai gyártóktól származott.
A vonat eredetileg tervezett sorozatgyártású változata a  menetrendi forgalomban 350 km/h sebességgel haladt volna, ezért a tervezési sebesség és a próbamenetek során tervezett legnagyobb sebesség 385 km/h volt. A jármű 2002 és 2008 közt tartott próbamenetei során több mint 200 000 kilométert tett meg, és 2004 december 16-án 352,4 km/h sebességet ért el, ami az aktuális dél-koreai vasúti sebességrekord. A vonat eredetileg tervezett 20 és 11 részes változatokban történő sorozatgyártása helyett a Korail egy továbbfejlesztett, 10 részes, kevesebb hajtott tengelyű és így kisebb teljesítményű, IGBT alapú áramirányítókkal felszerelt, 305 km/h legnagyobb sebességű változatot rendelt meg, a KTX-II-t.